# Acrecimiento (derecho)
Acrecimiento en el derecho civil chileno, el acrecimiento se puede interpretar como un modo de adquirir el dominio, entendiéndose por esta la accesión (art. 643). Este acrecimiento se desarrolla a través de lo que se denomina en doctrina una Accesión de Inmueble a Inmueble, que puede ser de dos tipos (son 4, pero las otras no incorporan el concepto de acrecimiento, uno es la división del río y la otra es la formación de una nueva isla). El primero por medio del aluvión. El segundo es por medio de la  avulsión. El terreno transportado, que está en la nueva heredad, sigue siendo de su antiguo dueño, pero para el solo efecto de retirarlo. Para esto, el dueño de estas tierras desplazadas tiene un año para reclamar dichas tierras. Transcurrido un año desde que terminó el proceso de aluvión o avulsión, se hace dueño de la tierra el dueño del terreno a que fue transportado, dándose por concretado y verificado el modo de adquirir el dominio, cual es la accesión (art. 652).
También en el campo del derecho civil, concretamente en la rama del Derecho de Sucesiones, se utiliza el término "acrecimiento" para designar aquella parte de patrimonio que aumenta en el patrimonio del resto de los herederos a causa de que uno de ellos no quiera o no pueda adquirir la parte que le corresponde. Por ejemplo, si en el momento de producirse la sucesión uno de los herederos hubiera fallecido, y carece él mismo de herederos, la parte que le correspondería a éste acrecería a los demás herederos, es decir, éstos se lo repartirían e incrementarían sus respectivas partes heredadas en la parte que proporcionalmente les corresponde.
- Datos: Q8187672